# KMA
Kulturmødeambassadørerne (fork. KMA) er et kulturelt projekt for unge medlemmer af mindretal eller minoriteter i Danmark og grænseområderne. Blandt ambassadørerne finder man repræsentanter for det danske mindretal i Sydslesvig og det tyske mindretal i Sønderjylland. Gennem såkaldte "dialogmøder" har KMA til formål at formidle mindretallenes egne dagligdagserfaringer til interesserede samt lægge op til diskussion om multikultur i Danmark.

## Repræsenterede mindretal
Kulturmødeambassadørerne søger bl.a. at repræsentere:
- det danske mindretal i Sydslesvig
- det tyske mindretal i Sønderjylland
- dansk-tyske
- dansk-palæstinensere
- dansk-tysk-italienske
- dansk-tamiler

## Fodnoter
1. ↑  Graenseforeningen.dk: "Unge bindestregsdanskere" (Webside ikke længere tilgængelig), internetadresse: http://ambassador.graenseforeningen.dk/content/hvem-er-vi (Webside ikke længere tilgængelig), besøgt d. 1. januar 2011